# Инвергордонский мятеж
Инверго́рдонский мятеж (англ. Invergordon Mutiny) — массовая акция неповиновения моряков британского флота 15—16 сентября 1931 года на базе Инвергордон в Шотландии, вызванная намерением правительства сократить зарплату личному составу флота.

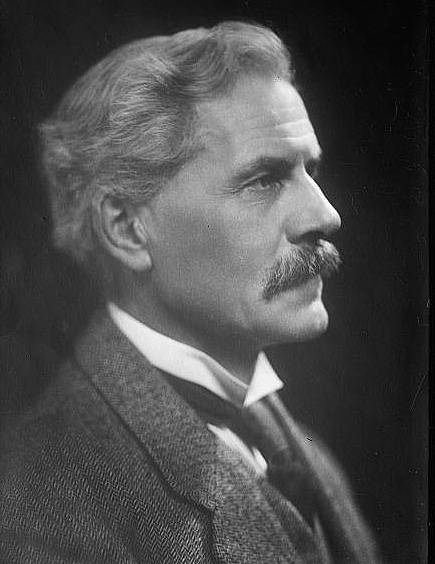
Премьер-министр Р. Макдональд, взявший курс на жёсткую экономию бюджетных средств

Эти события, в которые оказались вовлечены до 12 тысяч моряков, стали единственным крупным мятежом британского флота в XX веке; при этом он был совершенно бескровным. Правительство оказалось вынуждено пойти навстречу морякам, хотя наиболее активные участники выступления подверглись наказаниям. Политико-экономические последствия мятежа были значительными.

## Предыстория и причины
В начале 1930-х годов британская экономика находилась в тяжёлом положении, что было, впрочем, характерно для экономик всех ведущих государств в период Великой депрессии. Экономические сложности сильно сказались на военном бюджете в целом и финансировании флота в частности. В 1931 году ассигнования на флот снизились до 51,7 млн ф. ст. Попутно проводилось сокращение количественного состава флота. Например, в 1931 году в составе Королевского флота числилось 95 тыс. моряков, годом позднее — уже 91,4 тыс.
В сентябре 1931 года новое так называемое «Национальное правительство», объединившее представителей трёх крупнейших партий Великобритании, под председательством премьер-министра Рамсея Макдональда приняло решение сократить расходную часть госбюджета. Это касалось и ассигнований на флот. Предполагалось сократить зарплату личного состава (флот комплектовался на профессиональной основе) на 10 %, причём для нижних чинов, пришедших на службу после 1925 года, сокращения могли достигнуть даже 25 %. Подобные меры означали тяжёлый удар по материальному положению моряков, зарплата которых и без того была невысокой. Раздражение нижних чинов флота усиливалось тем, что старшим чинам жалованье урезалось всего на 3,7 %.

## Начало волнений
13 сентября Адмиралтейство подтвердило информацию о планируемых сокращениях зарплаты в специальном приказе по флоту. Но уже с 11 сентября среди личного состава кораблей, приходивших в Инвергордон в заливе Кромарти, где базировались главные силы Атлантического флота, стали быстро распространяться протестные настроения; начали раздаваться призывы к открытому неповиновению командирам. Это касалось прежде всего экипажей 10 крупных боевых кораблей, вернувшихся на рейд Инвергордона 11 сентября с учений, в том числе пяти линкоров.

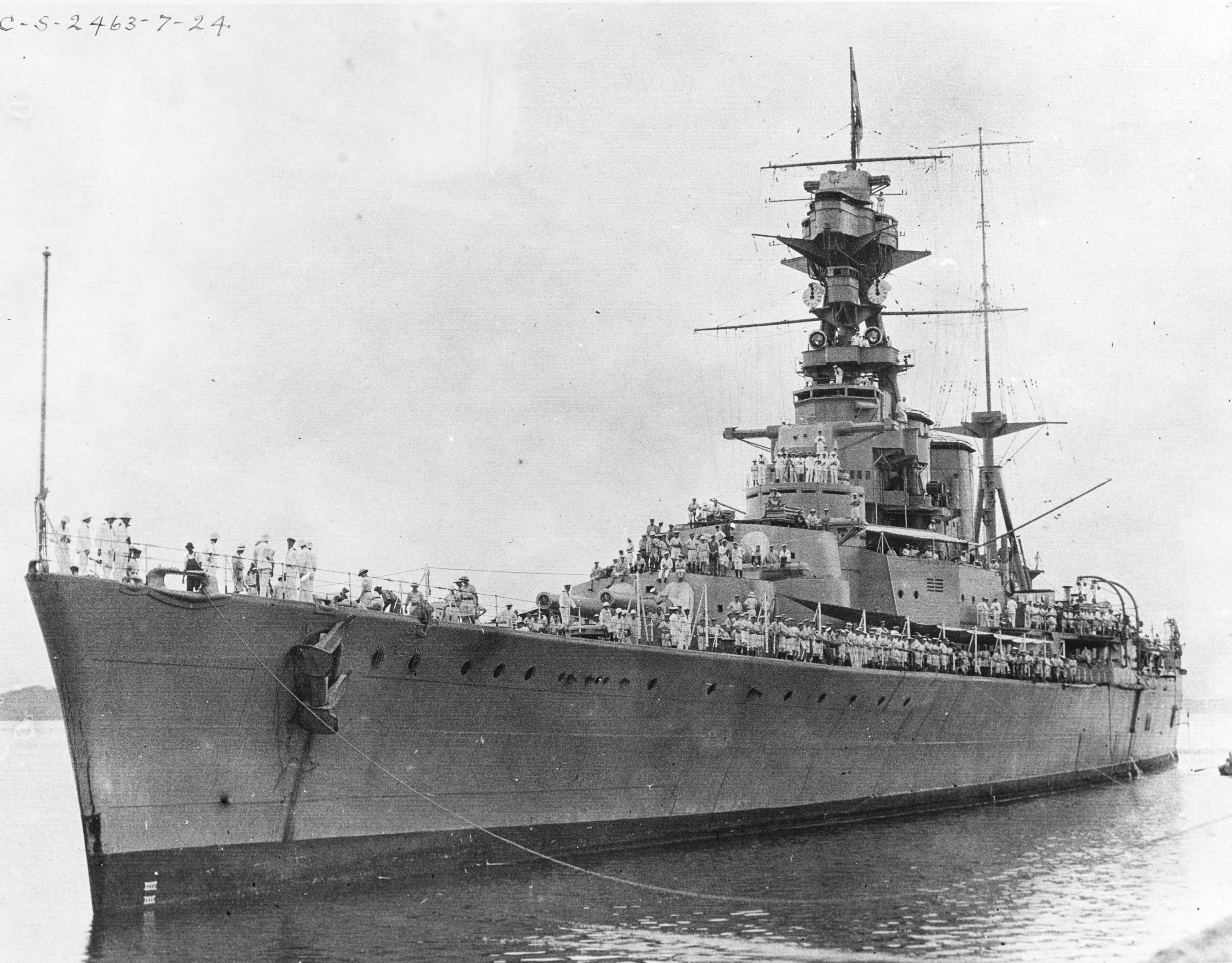
Флагманский корабль Атлантического флота линейный крейсер «Худ» (фотография 1924 года)

В ночь на 12 сентября большая группа матросов с прибывших кораблей, сойдя на берег, провела сходку на футбольном стадионе, постановив начать акцию неповиновения. Во время сходки звучали лозунги социалистического характера; расходившиеся матросы пели социалистические песни. 

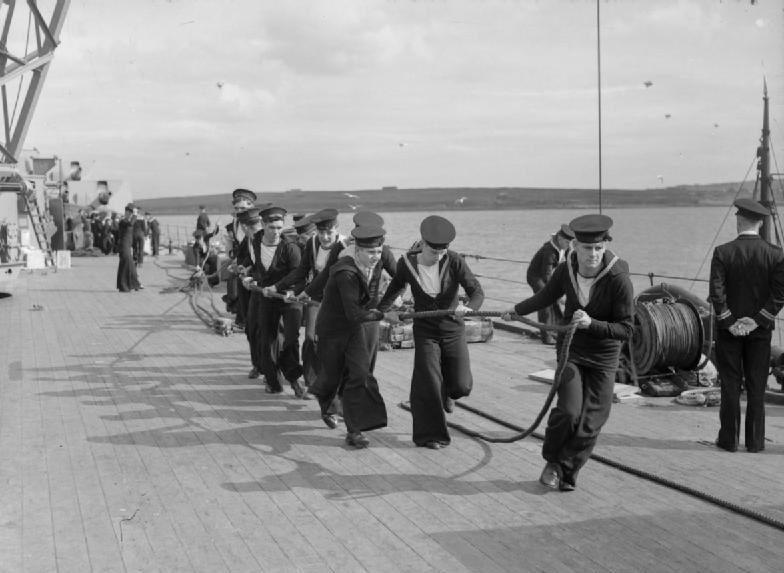
Швартовые работы на линкоре «Родней»

Вечером следующего дня и весь день 13 сентября акции протеста продолжались в виде выступлений отдельных матросов с речами. Они не носили ярко выраженного агрессивного характера, но настроения нижних чинов заставили командование принять меры по усилению охраны порядка — показательно, что командир линкора «Уорспайт» лично участвовал в патрулировании. О назревавших беспорядках было доложено Адмиралтейству.
14 сентября линкоры «Малайя» и «Уорспайт» вышли в море на учения, но в базе появились другие тяжёлые корабли, в т.ч. линкор «Нельсон», экипажи которых также проявили мятежные настроения.

## Мятеж
Утром 15 сентября, когда линкоры должны были выходить в море, место стоянки покинул только «Рипалс» (в 06:30). На других четырёх линейных кораблях началось открытое неповиновение. На флагмане Атлантического флота линейном крейсере «Худ» и линкоре «Нельсон» экипажи отказались сниматься с якоря, причём на «Худе» матросы не позволили офицерам сняться с якоря без помощи нижних чинов. На линкорах «Вэлиент» и «Родней» команды отказались от всех работ, кроме тех, которые касались обеспечения нормальной жизнедеятельности кораблей. На палубах всех кораблей, кроме крейсера «Эксетер» и старого, превращённого в мишень линкора «Центурион», проходили митинги (на «Роднее» матросы, игнорируя офицеров, поставили на полубаке пианино и демонстративно играли на нём, распевая песни). К акции неповиновения присоединились также входившие в состав экипажей морские пехотинцы.
При этом некоторые повседневные работы матросы выполняли самостоятельно без принуждения. Как вспоминал один из активных участников волнений на крейсере «Норфолк»,

Корабли были полностью под нашим контролем. Мы выполняли обычные повседневные задания, такие, как раздача продовольствия, чистка жилых помещений, обеспечение безопасности личного состава и организация пожарных партий в ночное время. Распоряжения офицеров нам не требовались и мы полностью игнорировали и с презрением отвергали их.

Временно исполнявшему обязанности командующего Атлантическим флотом контр-адмиралу В. Томкинсону не оставалось ничего другого, как отложить учения и объявить об отмене выхода в море. Вышедшим из базы линкорам «Малайя», «Уорспайт» и «Рипалс» был отдан приказ возвращаться. В ходе обмена телеграммами с Адмиралтейством, на что ушёл практически весь день, адмирал признался, что восстановить порядок и возобновить учения в сложившихся условиях не представлялось возможным. Посоветовавшись с офицерами штаба, Томкинсон пришёл к выводу, что только немедленная уступка требованиям моряков может исправить положение, о чём и информировал Лондон.
В 22:00 Томкинсон получил указание Адмиралтейства сообщить личному составу кораблей, что прежний уровень зарплаты сохранится ещё на месяц. Ничего, однако, не было сказано о тех категориях моряков, зарплата которых должна была сократиться на 25 %. Тем не менее, экипажи «Худа» и крейсера «Дорсетшир» вернулись к порядку, хотя на других кораблях волнения не только продолжались, но и распространились на не участвовавшие в мятеже крейсер «Норфолк» и минный заградитель «Эдвенчер».
16 сентября мятеж продолжался. Среди моряков раздавались даже угрозы дезертировать или испортить силовые установки кораблей. Чтобы успокоить команды, Томкинсон довёл до сведения моряков, что вопрос рассматривался кабинетом министров (что было правдой). Постепенно, когда мятежные команды поняли, что правительство готово на уступки, волнение улеглось. К 20:00 Томкинсон понял, что команды подчинятся его приказам. Ночью с 16 на 17 сентября дисциплина была относительно восстановлена и корабли разошлись по базам.

## Итог мятежа
Волнения в Инвергордоне закончились фактически компромиссом. Кабинет министров принял рекомендации Томкинсона о том, что зарплаты должны быть сокращены для всех категорий моряков только на 10 %. Были также приняты некоторые другие меры, несколько облегчавшие жизнь нижних чинов, например, было разрешено жениться тем, кто не достиг возраста 25 лет. Премьер-министр Макдональд лично прибыл в Инвергордон, чтобы успокоить флот.

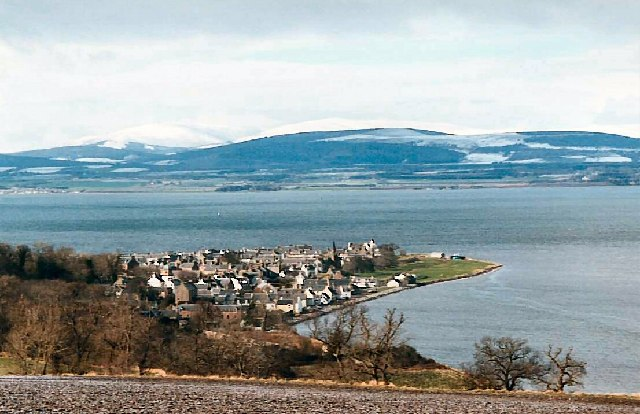
Вид на залив Кромарти в наши дни

Командование решило не прибегать к тщательному разбирательству и не применять суровых мер против экипажей. Однако около 200 моряков были отправлены в тюрьму, ещё около 200 были переведены на другие места службы.
В ходе мятежа обошлось без жертв. Британские историки единодушно отмечают практически полное отсутствие проявлений агрессии матросов в отношении офицеров.
Один из руководителей выступления, Лен Уинкотт, лишился работы, вступил в компартию, бежал в СССР в 1934 году, пережил блокаду Ленинграда, но после войны был объявлен британским шпионом и на десятилетие отправлен в лагеря. Другой лидер матросов, Фред Коупман, командировал британским батальоном интербригад во время Гражданской войны в Испании.

## Политико-экономические последствия
Волнения в Инвергордоне затронули в той или иной степени большую часть Атлантического флота, в них оказались вовлечены до 12 тыс. моряков, хотя непосредственно в сходках и митингах участвовало около 1 тыс. Для британского кабинета это был серьёзный удар, поставивший под вопрос эффективность главнейшей опоры Британской империи — флота.
Инвергордонский мятеж стал главной причиной упадка на лондонских биржах в середине сентября. Биржевой крах вынудил правительство Великобритании 20 сентября отказаться от золотого стандарта. Вскоре, в 1932 году, Атлантический флот был переименован во Флот метрополии, чтобы затушевать ассоциации с мятежом.

## Корабли, экипажи которых участвовали в мятеже[5]
Линкоры:
- Худ (англ. HMS Hood) (линейный крейсер; флагман Атлантического флота);
- Рипалс (англ. HMS Repulse) (линейный крейсер)
- Родней (англ. HMS Rodney)
- Нельсон (англ. HMS Nelson)
- Малайя (англ. HMS Malaya)
- Вэлиент (англ. HMS Valiant)
- Уорспайт (англ. HMS Warspite)

Крейсера:
- Дорсетшир (англ. HMS Dorsetshire)
- Норфолк (англ. HMS Norfolk)
- Йорк (англ. HMS York)

Эсминцы:
- Шикари (англ. HMS Shikari)
- Тетрарх (англ. HMS Tetrarch)

Шлюп
- Снэпдрэгон (англ. HMS Snapdragon)

Минный заградитель
- Эдвенчер (англ. HMS Adventure)

Корабль-мишень (бывший линкор-дредноут)
- Центурион (англ. HMS Centurion)